# Henriqueta Catarina de Orange-Nassau
Henriqueta Catarina de Orange-Nassau (Haia, 10 de fevereiro de 1637 - 3 de novembro de 1708) foi uma filha do stadholder Frederico Henrique de Orange e da sua esposa, a condessa Amália de Solms-Braunfels. Através do seu casamento com o príncipe João Jorge II de Anhalt-Dessau, tornou-se membro da casa de Ascânia.

## Família

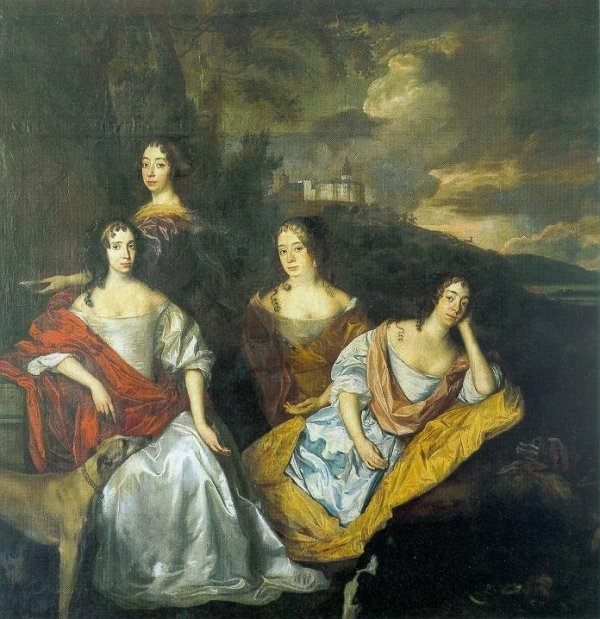
Henriqueta Catarina com as suas irmãs.

Albertina Inês nasceu em Haia e era a sétima criança dos nove filhos do príncipe Frederico Henrique de Orange e da princesa Amália de Solms-Braunfels. Alguns dos seus irmãos acabariam por morrer antes de chegar à idade adulta, deixando-a apenas com quatro sobreviventes: o príncipe Guilherme II de Orange, a princesa Luísa Henriqueta de Orange-Nassau, a princesa Albertina Inês de Orange-Nassau e a princesa Maria de Orange-Nassau.
Os seus avós paternos eram Guilherme, o Taciturno e a sua quarta esposa, Luísa de Coligny. O seu avô foi assassinado por ordem do rei Filipe II de Espanha que acreditava que Guilherme o tinha traído a ele e à religião católica. Os seus avós maternos eram João Alberto I de Solms-Braunfels e a sua esposa, Inês de Sayn-Wittgenstein.

## Casamento e descendência
A Guerra dos Trinta Anos tinha deixado a Alemanha na miséria, mas o reinado do pai de Henriqueta, Frederico Henrique, tinha visto grandes avanços nos Países Baixos desde o assassinato de Guilherme, o Taciturno. O seu pai queria paz com a Alemanha e por isso decidiu casar algumas das suas filhas com nobres alemães. O escolhido para Henriqueta foi o príncipe João Jorge II de Anhalt-Dessau, com quem se casou em Groningen no dia 9 de Setembro de 1669. O casal esteve casado por trinta e quatro anos e teve dez filhos:
1. Amália Luísa de Anhalt-Dessau (7 de Setembro de 1660 - 12 de Novembro de 1660);
2. Henriqueta Amália de Anhalt-Dessau (4 de Janeiro de 1662 - 28 de Janeiro de 1662);
3. Frederico Casimiro, príncipe-herdeiro de Anhalt-Dessau (8 de Novembro de 1663 - 27 de Maio de 1665);
4. Isabel Albertina de Anhalt-Dessau (1 de Maio de 1665 - 5 de Outubro de 1706), Abadessa de Herford (1680-1686); casada com Henrique de Saxe-Weissenfels, conde de Barby; com descendência;
5. Henriqueta Amália de Anhalt-Dessau (26 de Agosto de 1666 - 18 de Abril de 1726), casada com Henrique Casimiro II de Nassau-Dietz; com descendência;
6. Luísa Sofia de Anhalt-Dessau (15 de Setembro de 1667 - 18 de Abril de 1678); morreu aos dez anos de idade;
7. Maria Leonor de Anhalt-Dessau (14 de Março de 1671 - 18 de Maio de 1756), casada com o príncipe Jerzy Radziwiłł, duque de Olyka; sem descendência;
8. Henriqueta Inês de Anhalt-Dessau (9 de Setembro de 1674 - 18 de Janeiro de 1729); morreu aos cinquenta e quatro anos de idade; sem descendência;
9. Leopoldo I de Anhalt-Dessau (3 de Julho de 1676 - 9 de Abril de 1747), casado com Anna Louise Föse; com descendência;
10. Joana Carlota de Anhalt-Dessau (6 de Abril de 1682 - 31 de Março de 1750), Abadessa de Herford (1729-1750); casada com o marquês Filipe Guilherme de Brandemburgo-Schwedt.

## Reinado do marido
Henriqueta e João Jorge tiveram uma grande influência na corte alemã em áreas como a agricultura, a construção de portos e diques, a arquitectura e a pintura. Em 1660, João ofereceu a cidade de Nischwitz à esposa que lá construiu casas, um cemitério, produziu vidro e fê-la prosperar.
João Jorge morreu em Berlim em agosto de 1693. O filho de ambos, Leopoldo, ainda era menor, por isso Henriqueta tornou-se sua regente.
Henriqueta morreu em 3 de novembro de 1708, aos 71 anos de idade.
Pensasse que a princesa Catarina Amália dos Países Baixos, neta da actual rainha Beatriz, recebeu o seu nome em honra de Henriqueta Catarina.